# Otages de l'Ultralum
 (février 2014).
Si vous disposez d'ouvrages ou d'articles de référence ou si vous connaissez des sites web de qualité traitant du thème abordé ici, merci de compléter l'article en donnant les références utiles à sa vérifiabilité et en les liant à la section « Notes et références ».
Otages de l'Ultralum est un album de la série de bande dessinée Valérian et Laureline créée par Pierre Christin, scénariste, Jean-Claude Mézières, dessinateur et Evelyne Tran-Lê, coloriste.

## Synopsis
Devenus millionnaires grâce au transmuteur grognon de Bluxte et aux cristaux de Scunindar récupérés sur Rubanis, Valérian et Laureline s'offrent un séjour de luxe dans un hôtel pour la haute société galactique. Tout bascule lorsque le Quatuor Mortis, fine équipe de mercenaires stylés, enlève le califon d'Iksaladam - et Laureline avec.
Lancé à la poursuite des ravisseurs, Valérian doit faire équipe avec un schniarfeur et une élégante extraterrestre dont il ignore qu'il s'agit de Kistna, jadis tuée par Jal dans Sur les frontières. Dans le même temps, le calife d'Iksaladam utilise la fortune que lui valent ses gisements d'ultralum (carburant ultraluminique) pour retrouver son fils.
Mais le profit est-il le seul mobile des ravisseurs ? Le calife n'a-t-il pas lui aussi ses torts ?

## Prix
- 1997 : Prix Tournesol